# Dexagoridas
Dexagoridas (mort en 195 av. J.-C.) était le commandant spartiate du port de Gythium.

## Guerre contre Nabis
Durant la guerre contre Nabis, les Romains et leurs alliés assiégèrent Gythium. Après quelques jours de combat, Dexagoridas informa un légat romain qu'il était prêt à rendre la ville. Mais lorsque l'autre commandant de la garnison, Gorgopas, l'apprit, il tua Dexagoridas de ses propres mains. La garnison réussit à tenir quelques jours mais quand le commandant en chef romain, Titus Quinctius Flamininus, arriva avec des renforts, Gorgopas se rendit à condition qu'il puisse retourner avec sa garnison indemne à Sparte.